# Kankabchén (Tixkokob)
Kankabchén o Kankabchén Cantón es una localidad del estado de Yucatán, México, comisaría del municipio de Tixkokob.

## Toponimia
El nombre (Kankabchén) significa en idioma maya "pozo de tierra roja".

## Localización
Kancabchén se encuentra aproximadamente a 7 kilómetros al sureste de Tixkokob.

## Infraestructura
- Una exhacienda semiabandonada.

## La hacienda
Esta hacienda estuvo comunicada con la hacienda Jesús María mediante un tranvía decauville según se consta en las fichas emitidas por ambas haciendas.

## Importancia histórica
Tuvo su esplendor durante la época del auge henequenero y emitió fichas de hacienda las cuales por su diseño son de interés para los numismáticos.

## Demografía
Según el censo de 2005 realizado por el INEGI, la población de la localidad era de 0 habitantes.
| 217                         | 268 | 119 | 121 | 82 | 86 | 73 | 93 | 8 | ? | ? | 0 | 0 |
| (Fuente: INEGI [Consultar]) |     |     |     |    |    |    |    |   |   |   |   |   |

## Galería

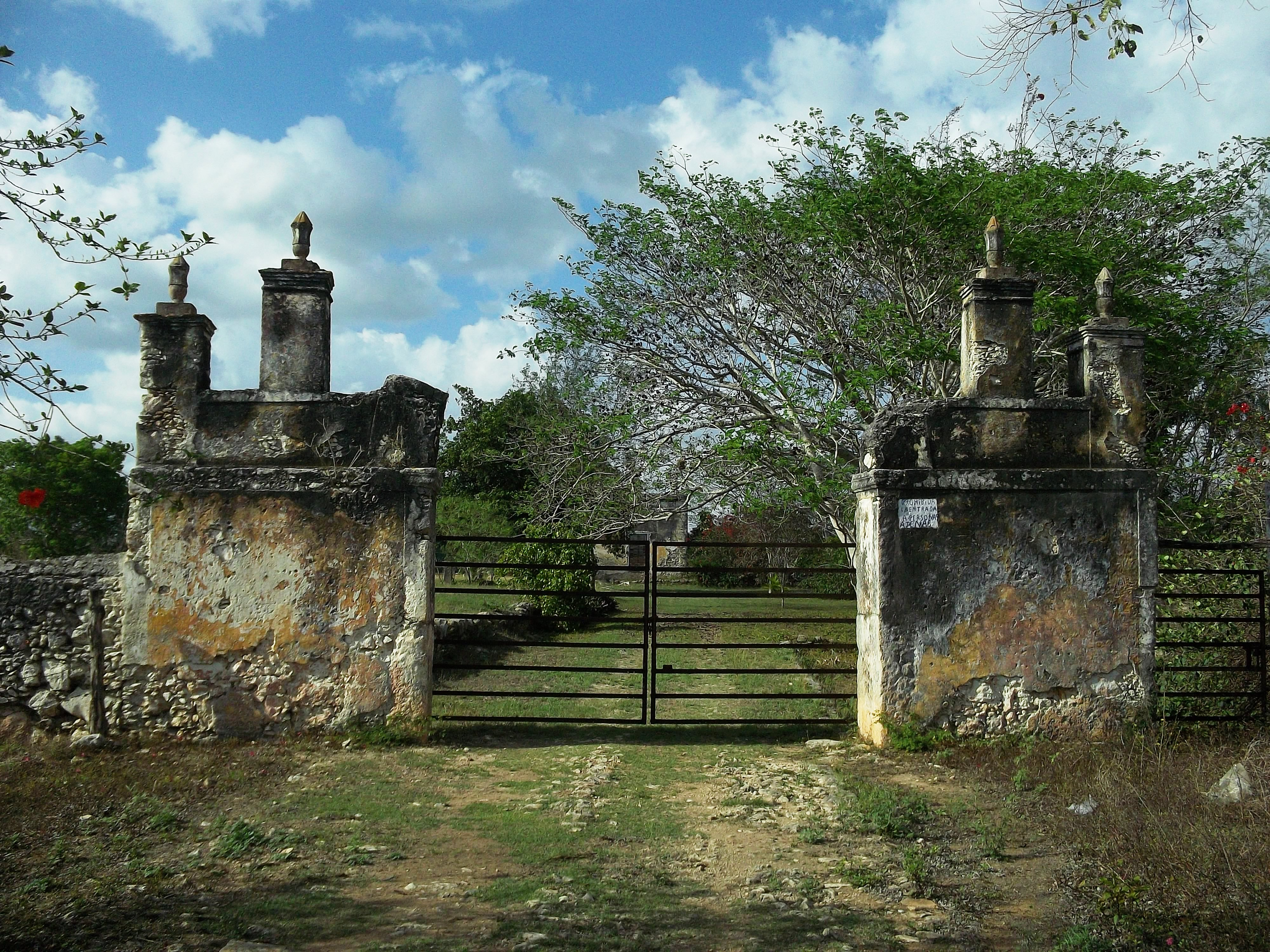
Entrada de la hacienda Kankabchén.
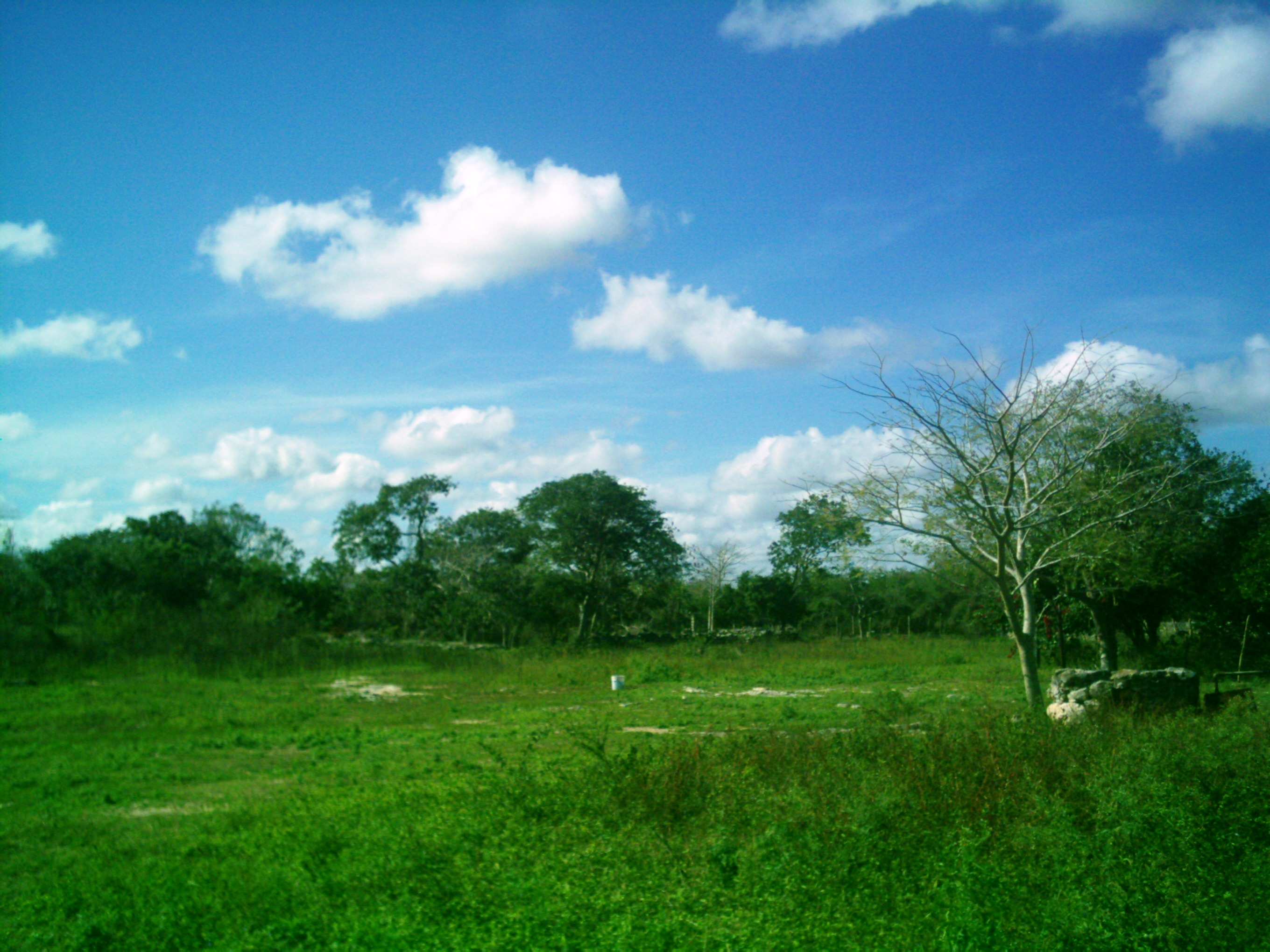
Vista de la hacienda Kankabchén.
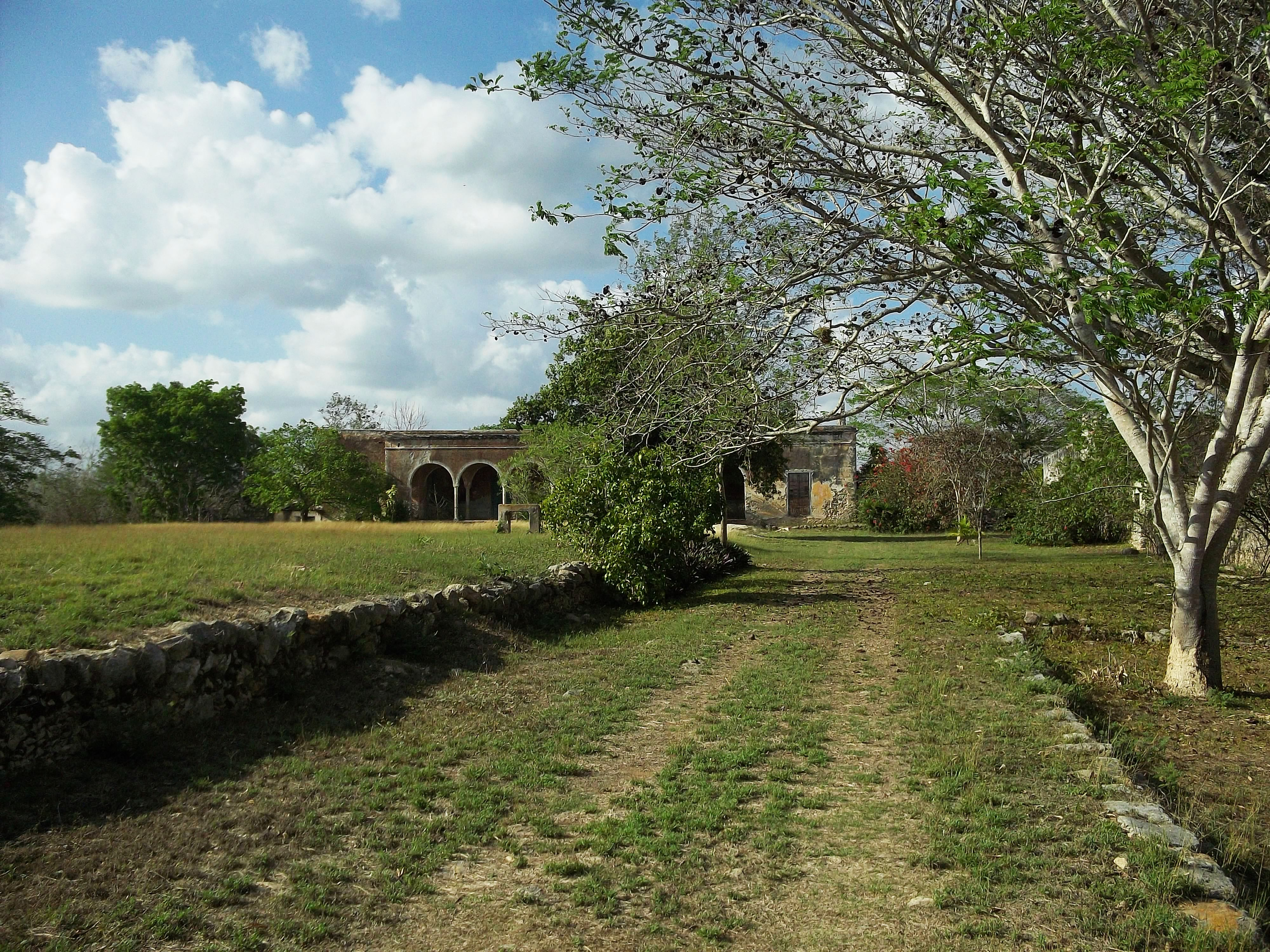
Vista de la hacienda Kankabchén.
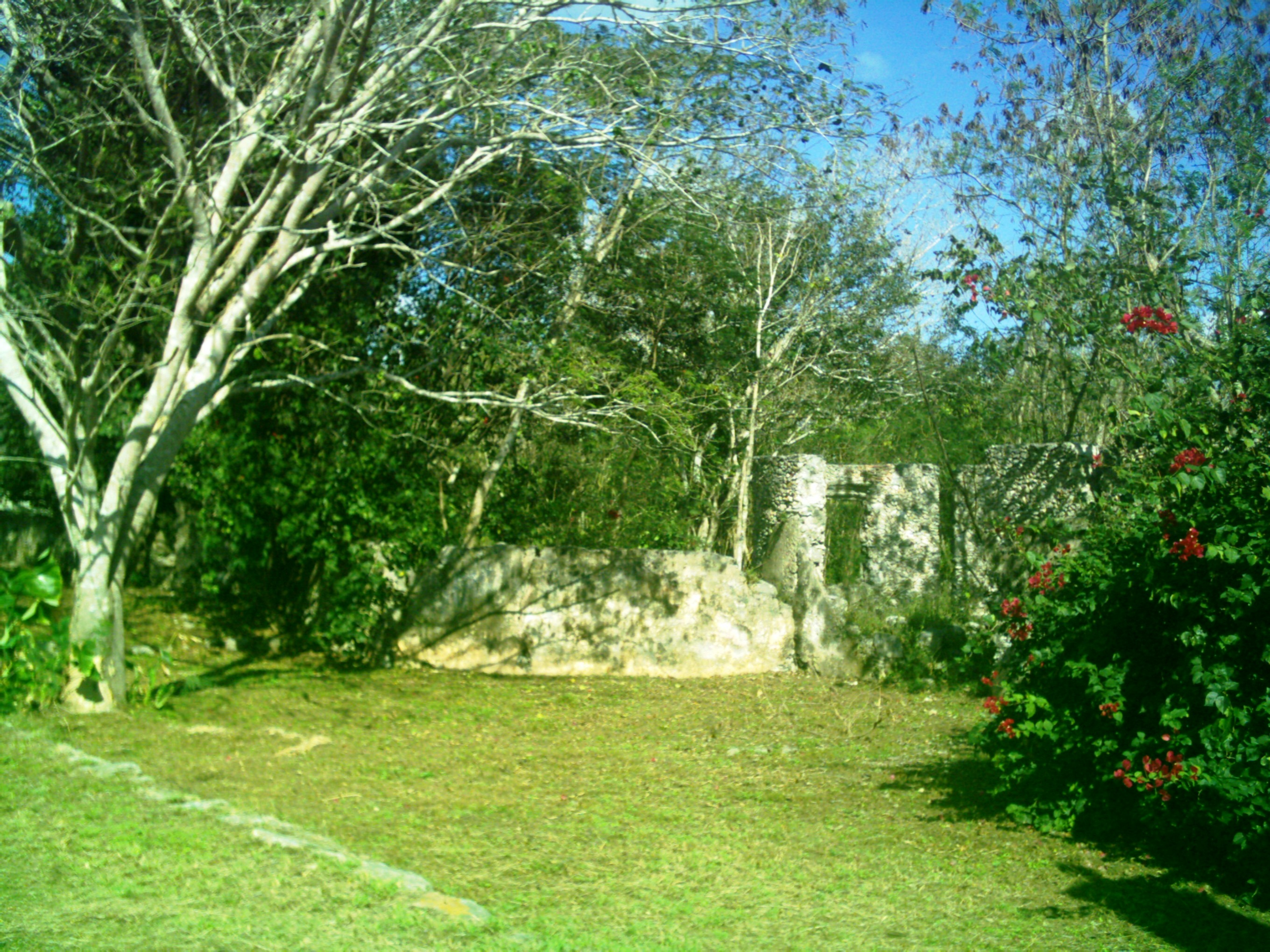
Vista de la hacienda Kankabchén.
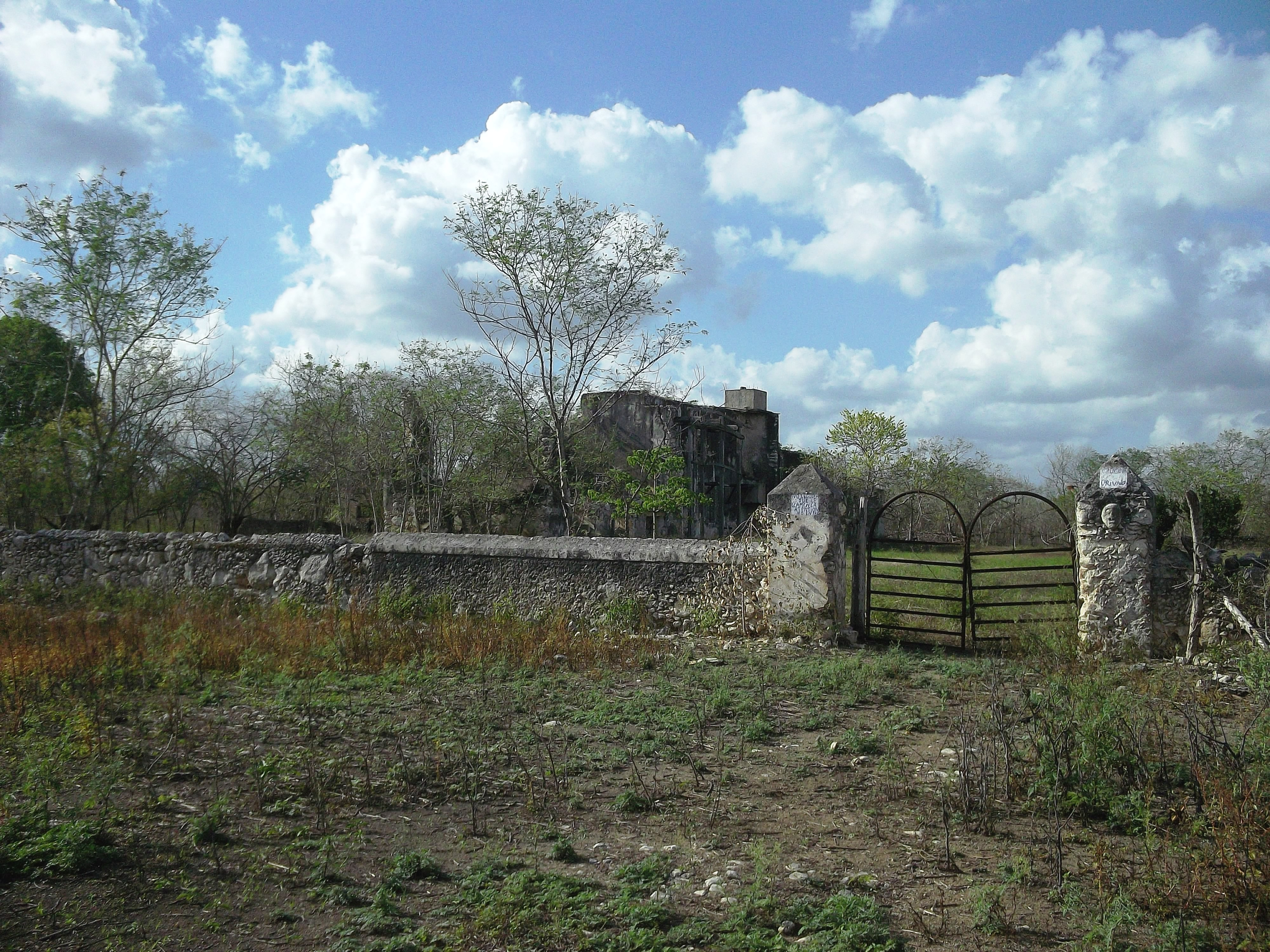
Vista de la hacienda Kankabchén.
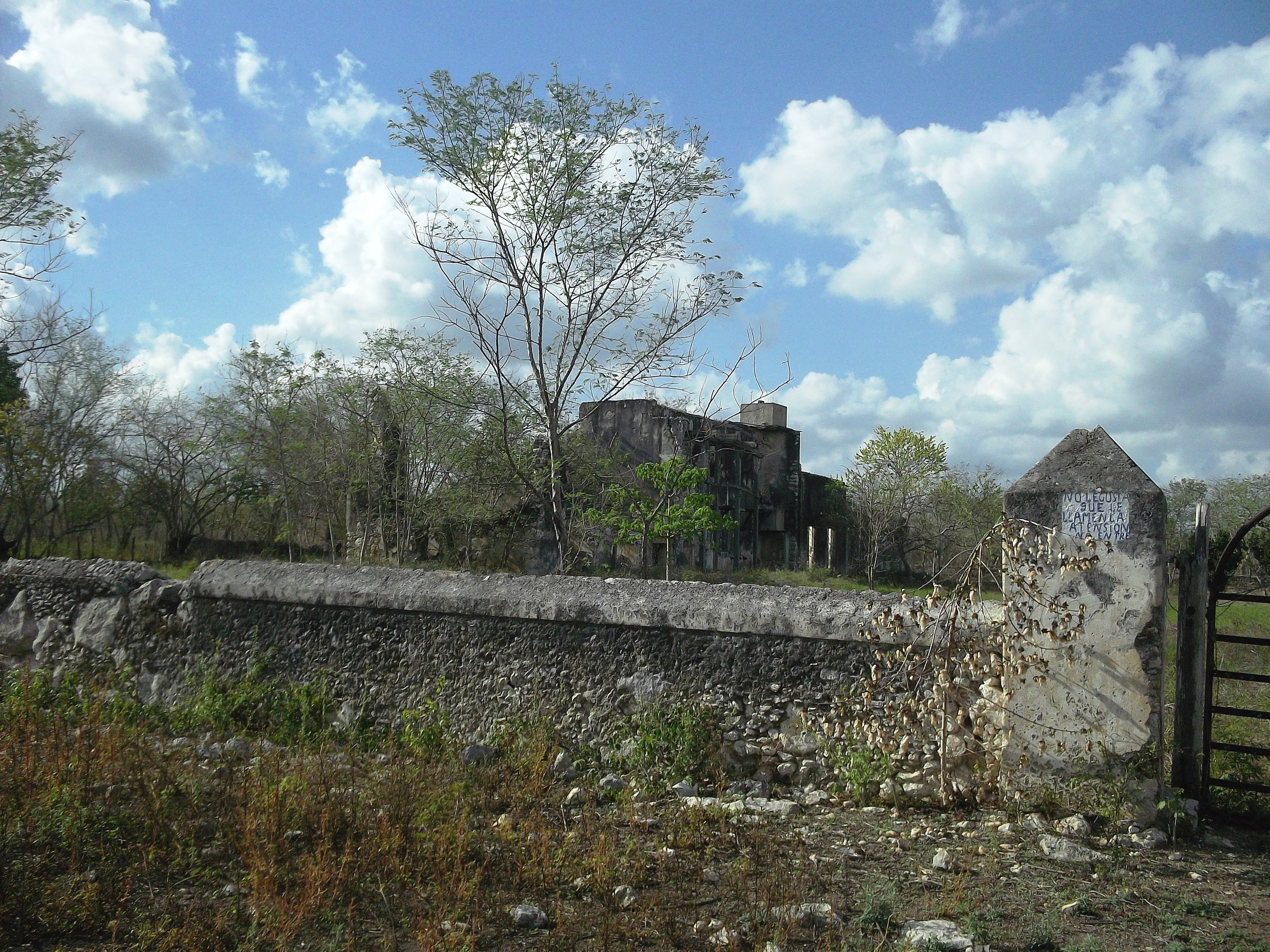
Vista de la hacienda Kankabchén.
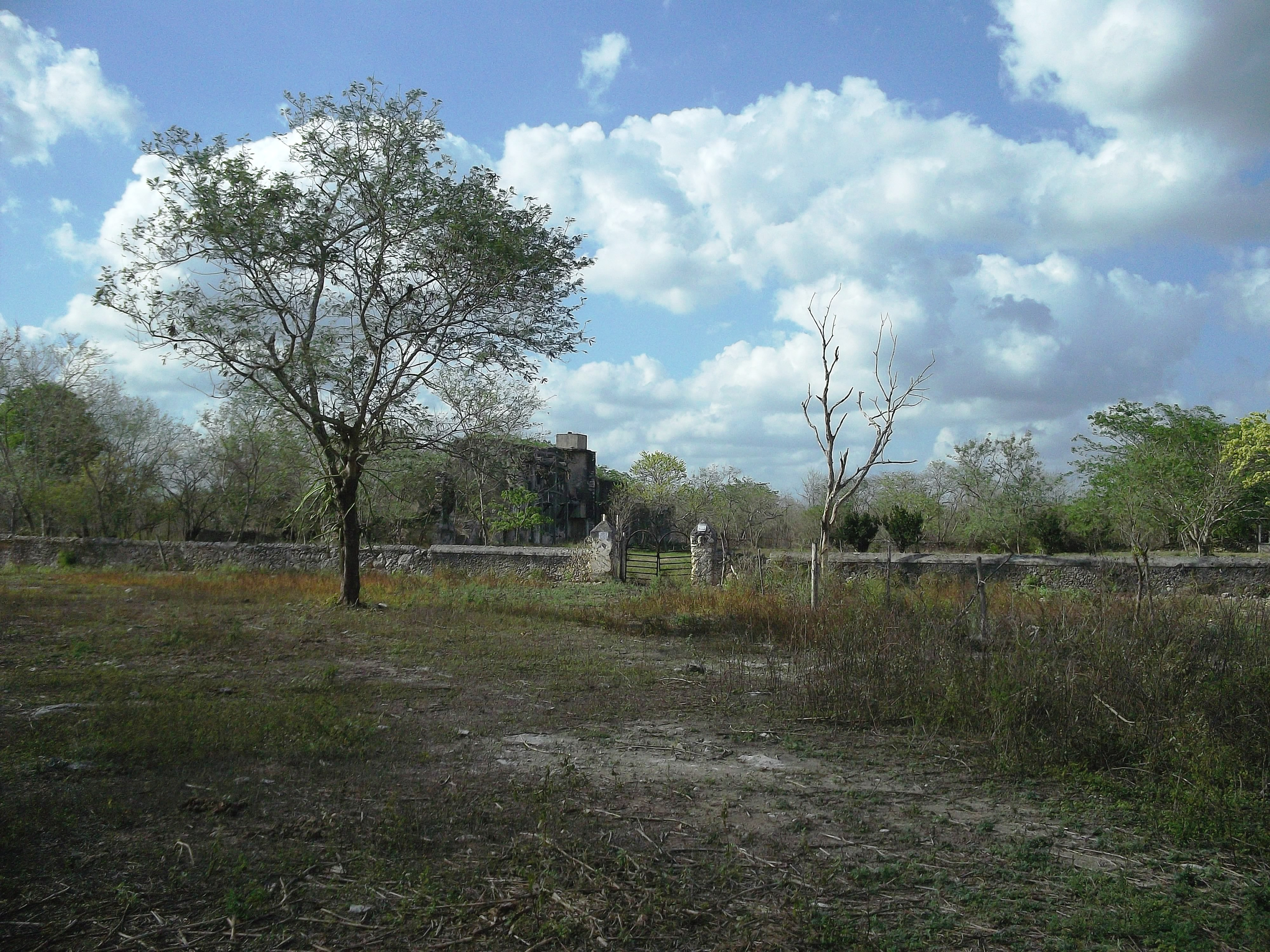
Vista de la hacienda Kankabchén.
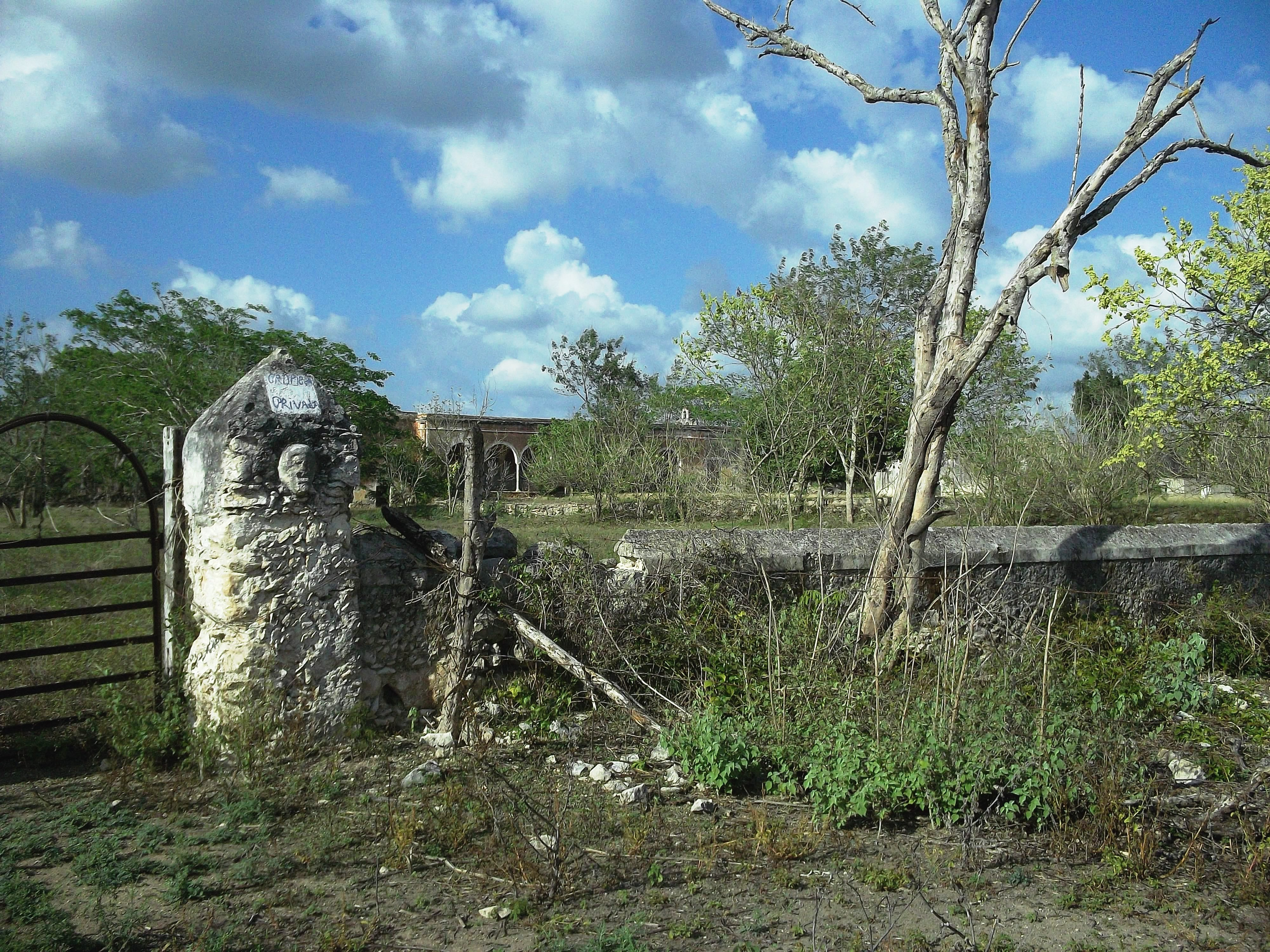
Vista de la hacienda Kankabchén.
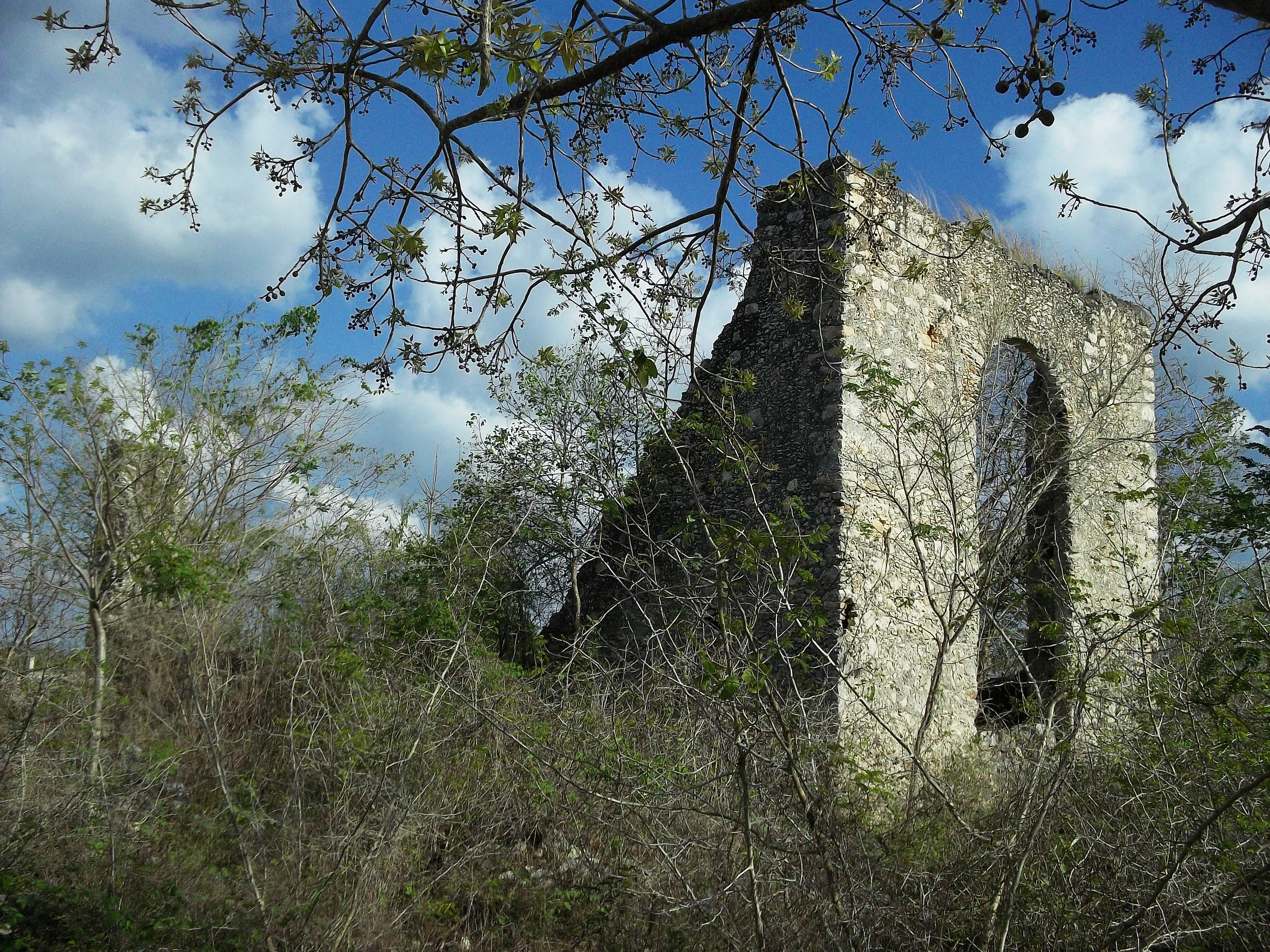
Iglesia de la hacienda Kankabchén.
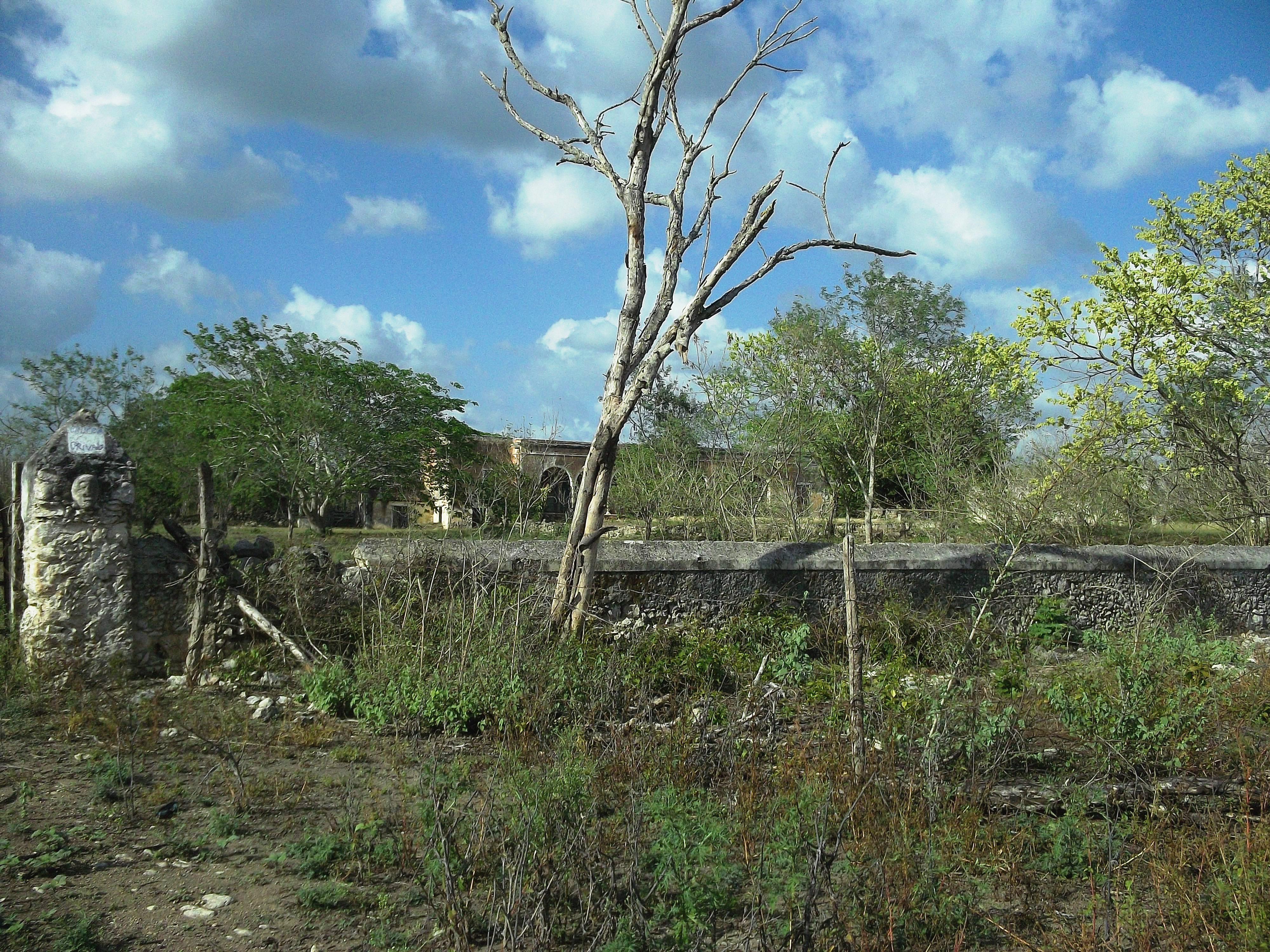
Iglesia de la hacienda Kankabchén.
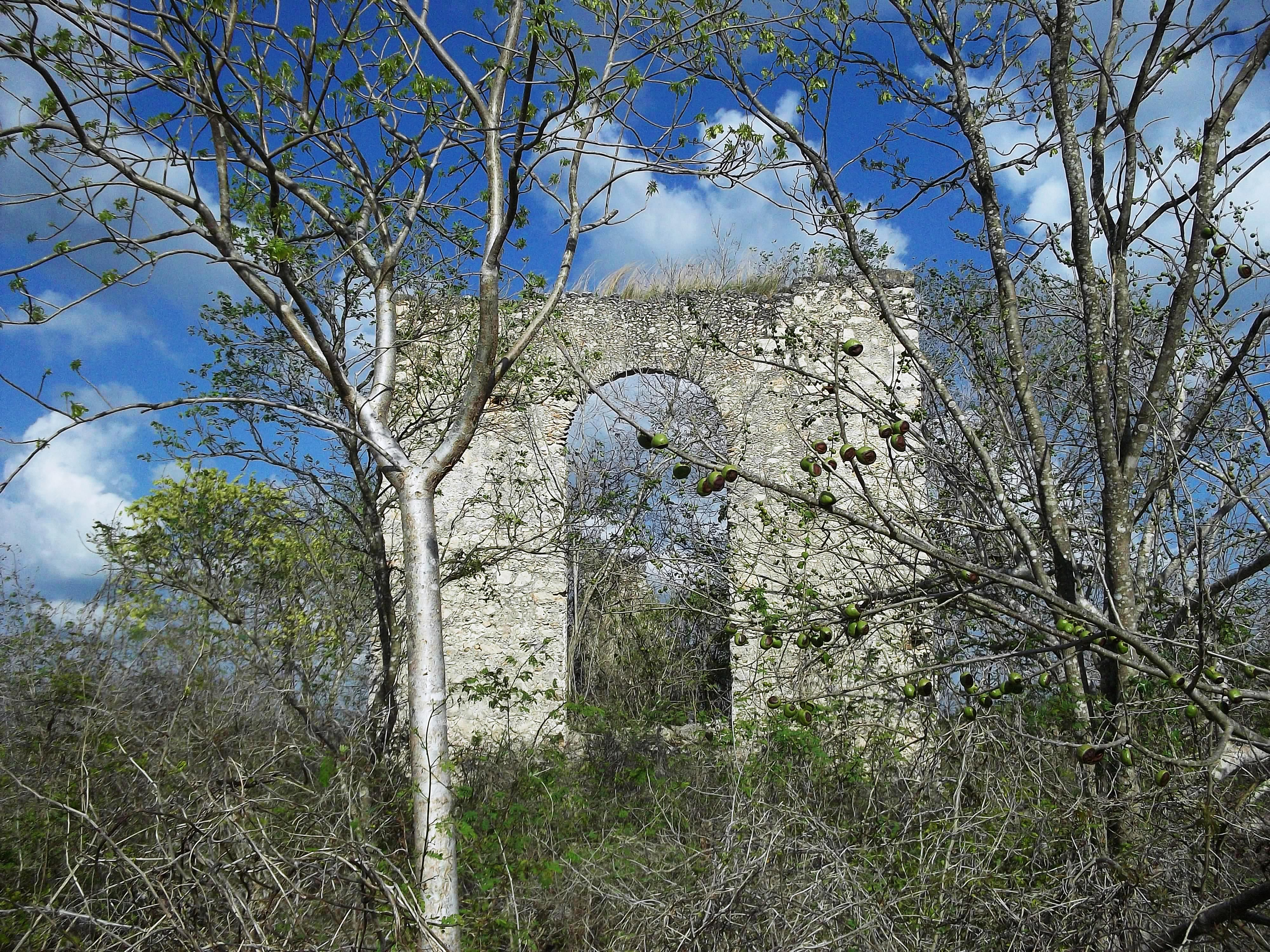
Iglesia de la hacienda Kankabchén.
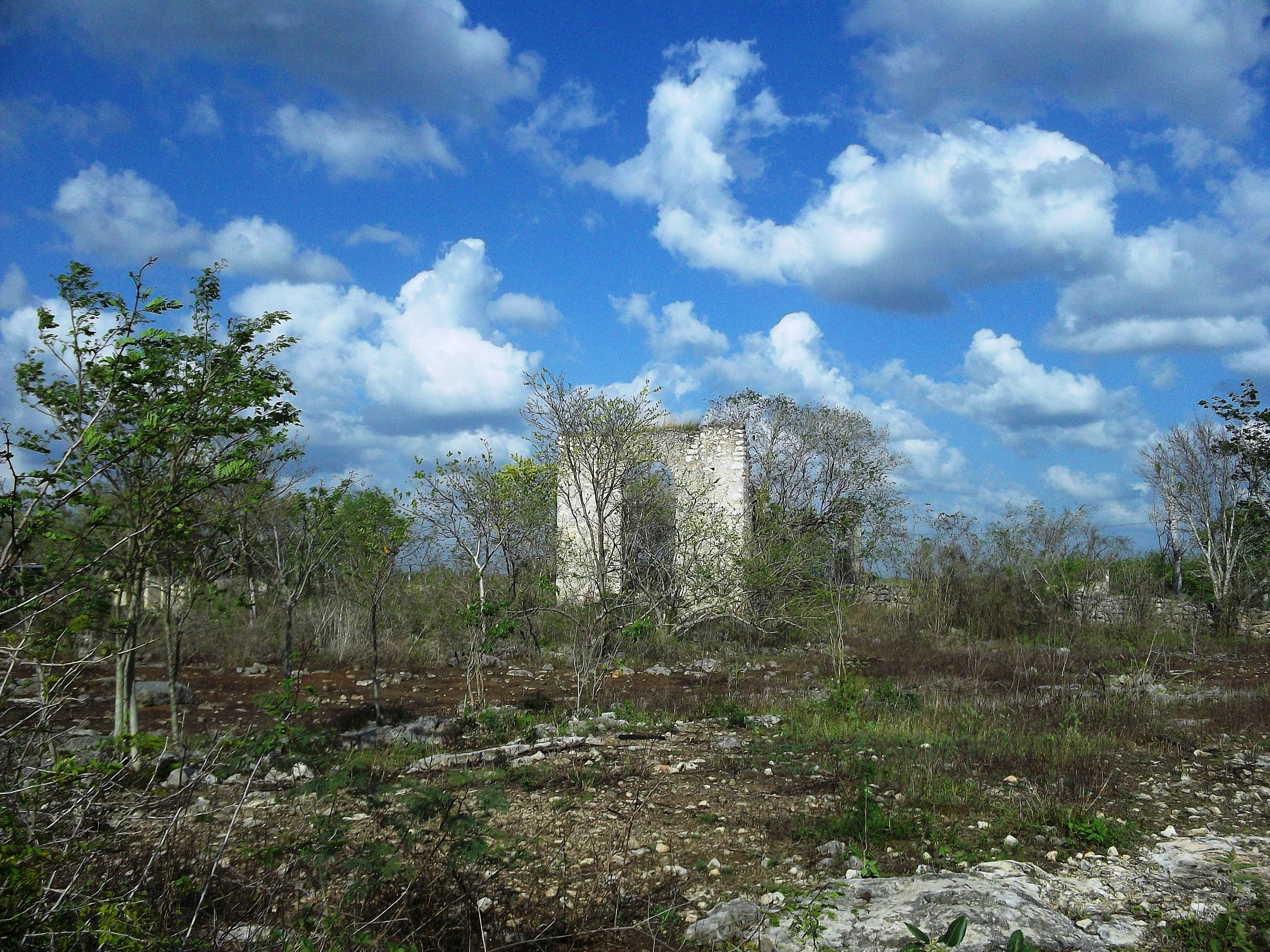
Iglesia de la hacienda Kankabchén.
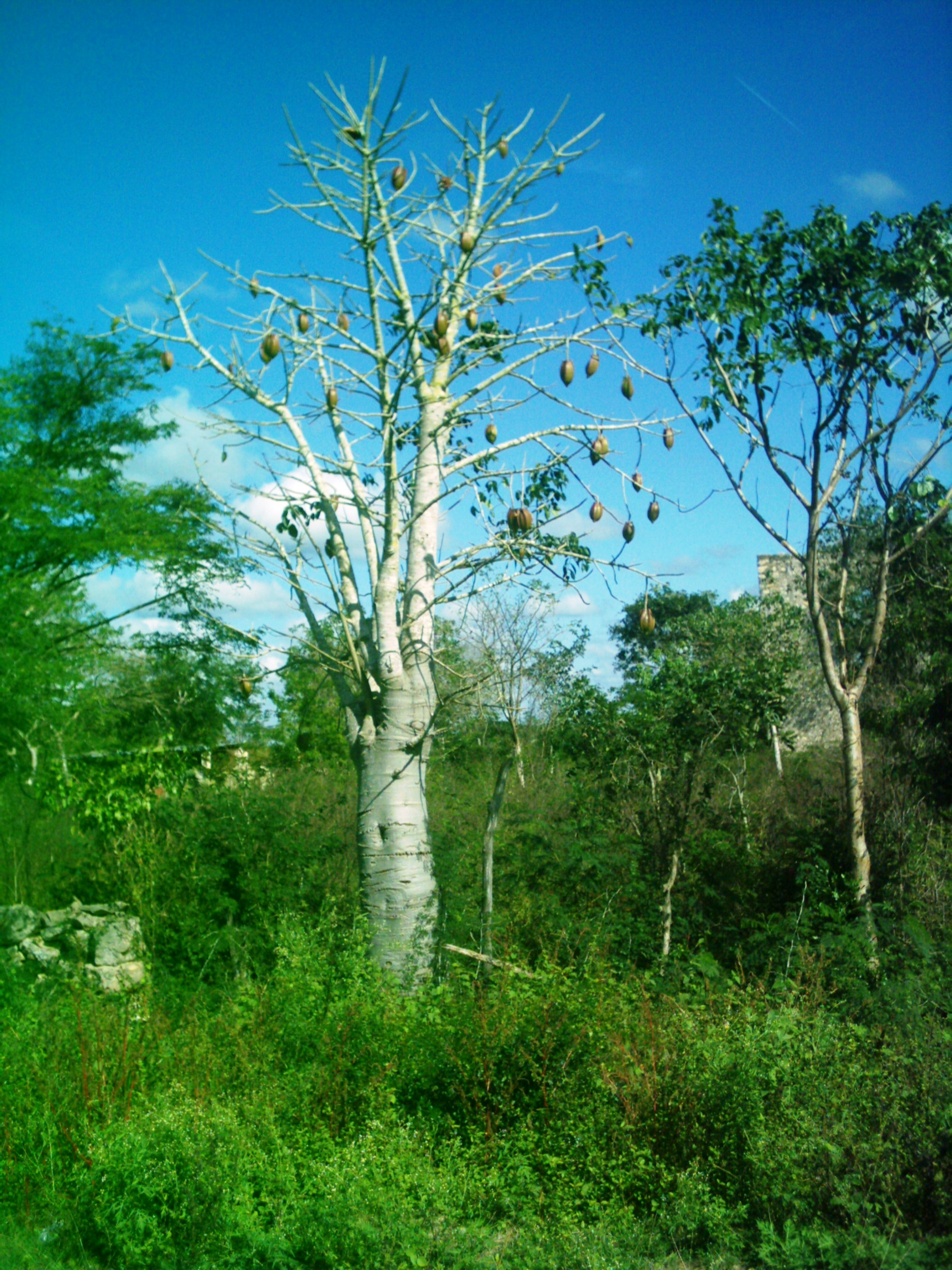
Vegetación de la hacienda Kankabchén.
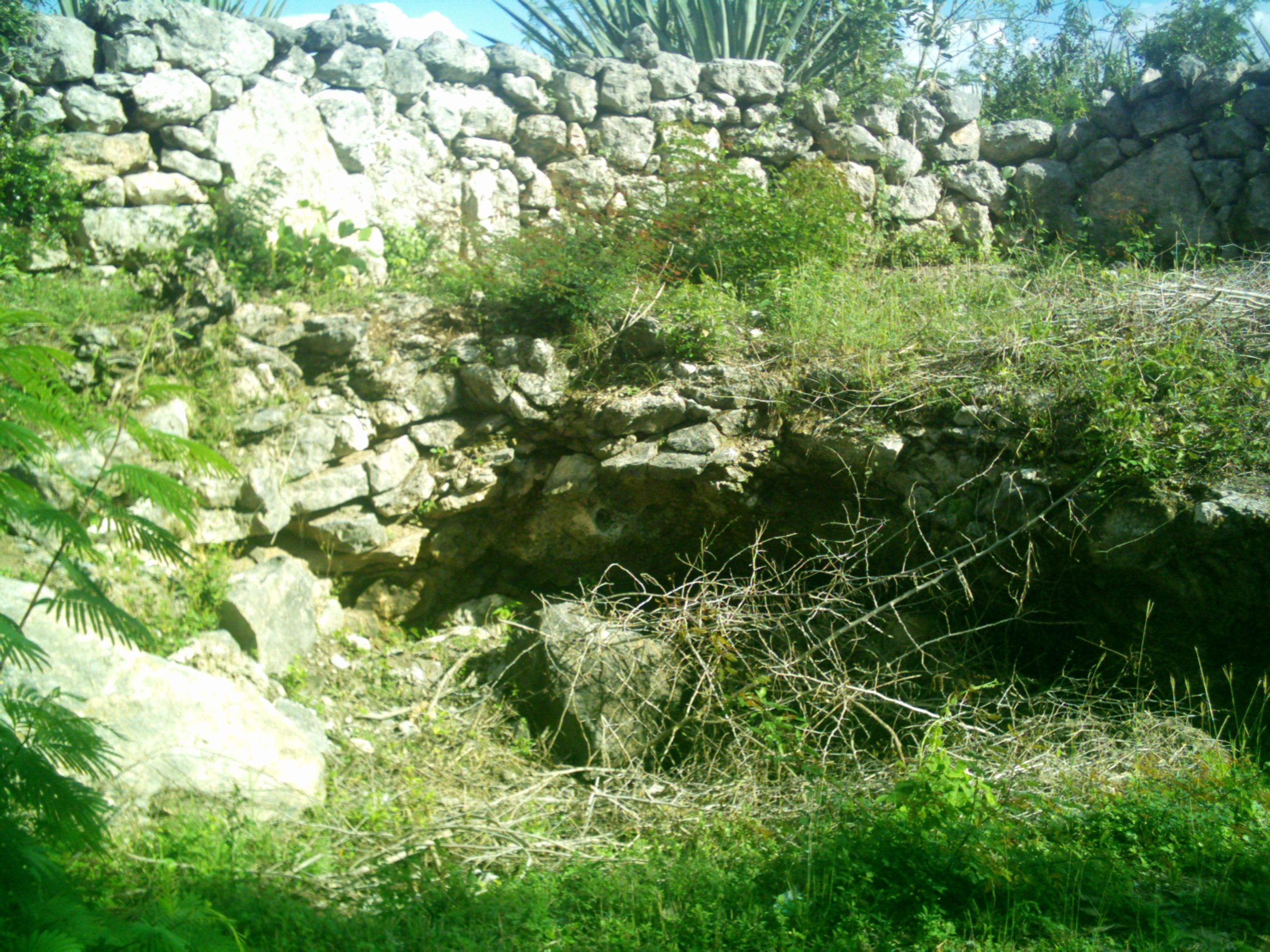
Sascabera de la hacienda Kankabchén.
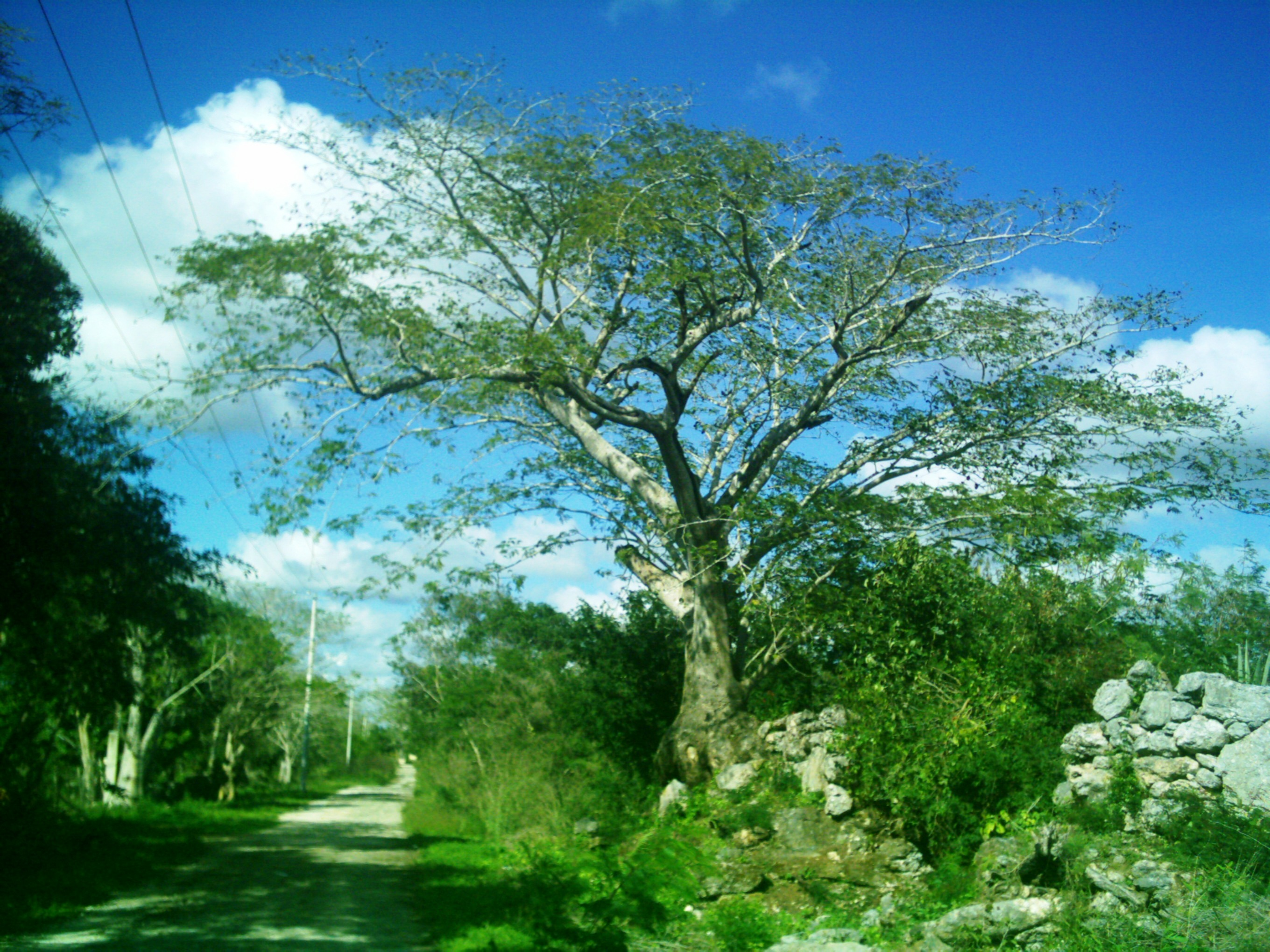
Vegetación de la hacienda Kankabchén.
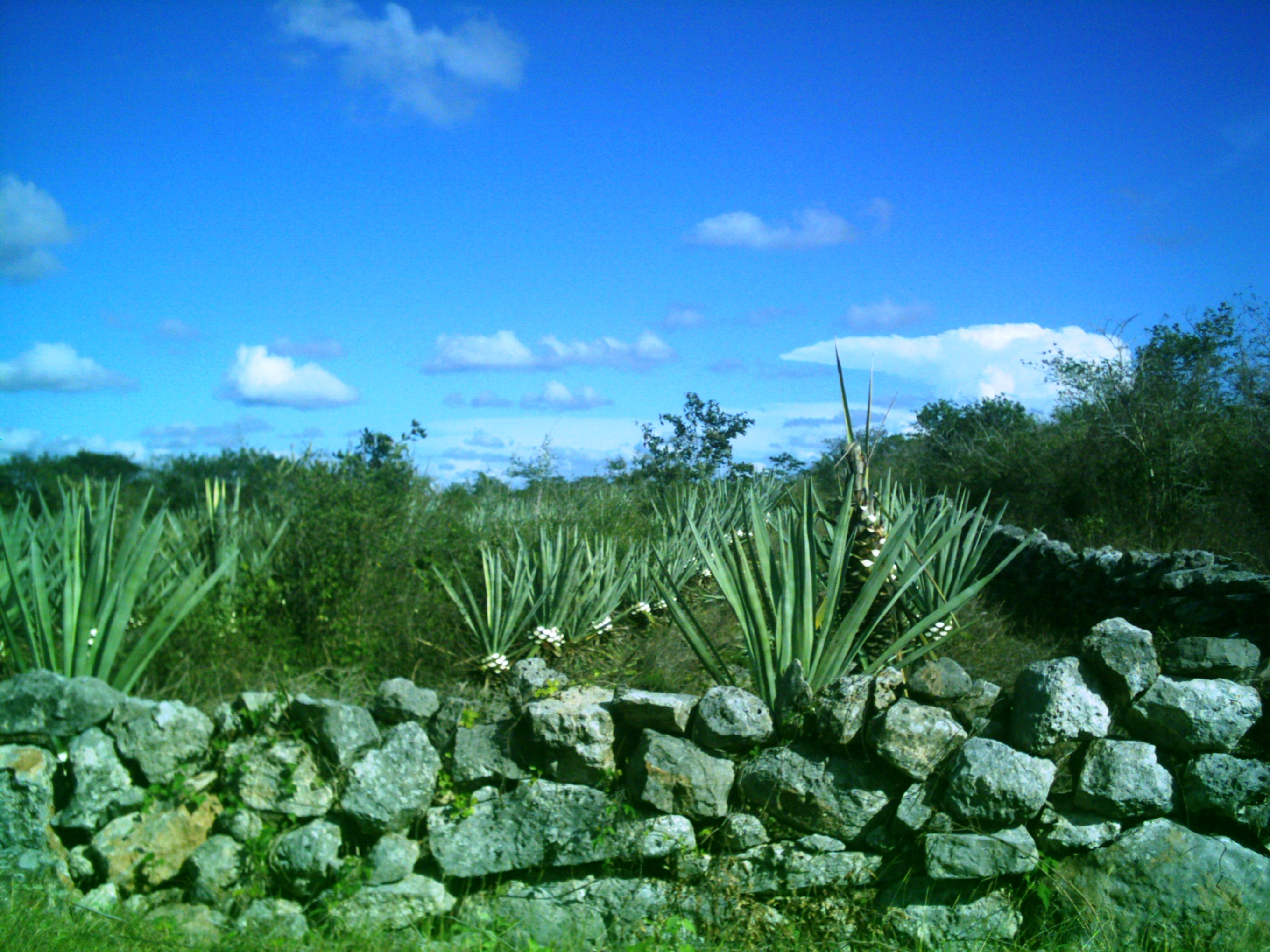
Henequenes de la hacienda Kankabchén.
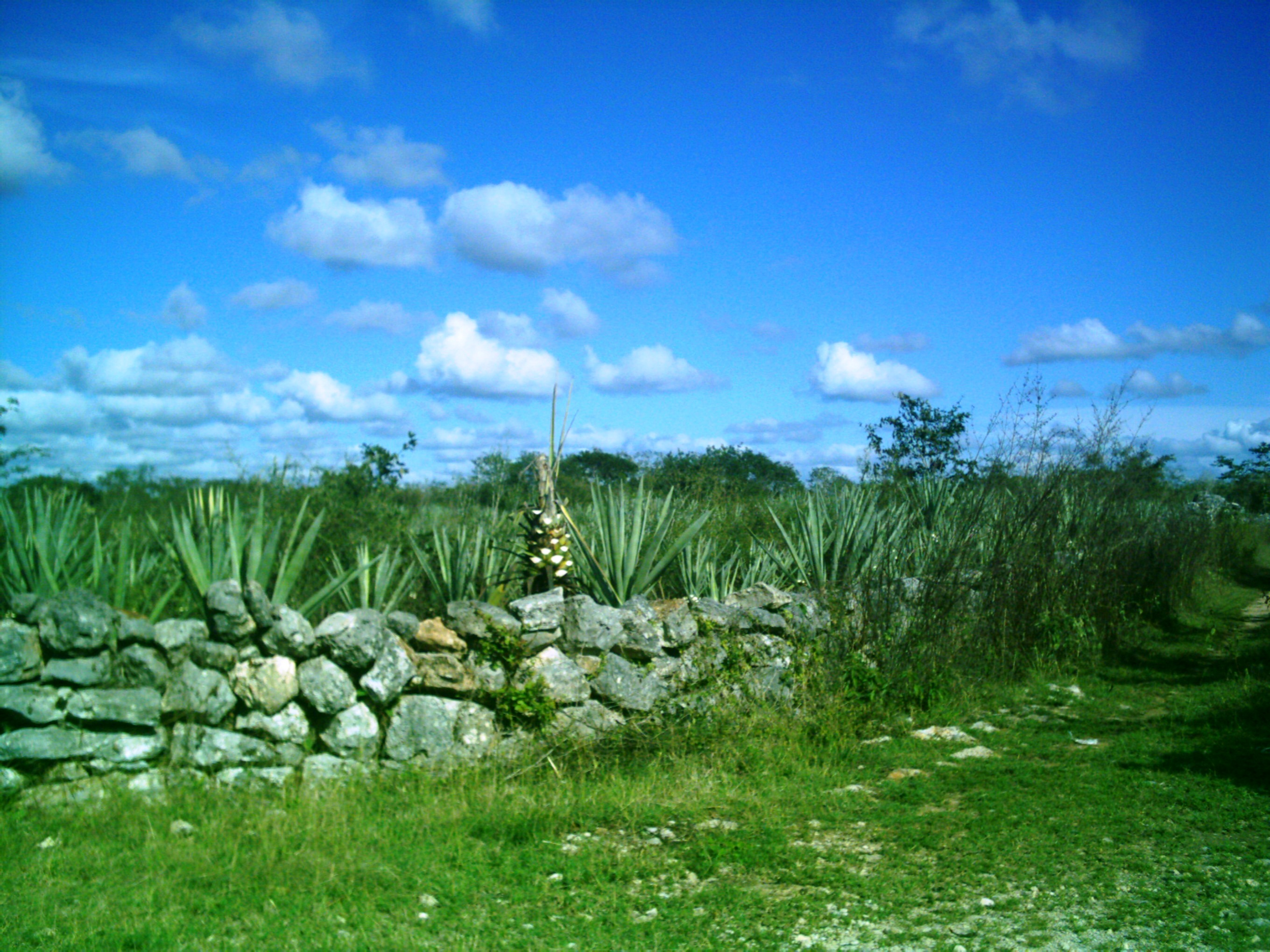
Henequenes de la hacienda Kankabchén.
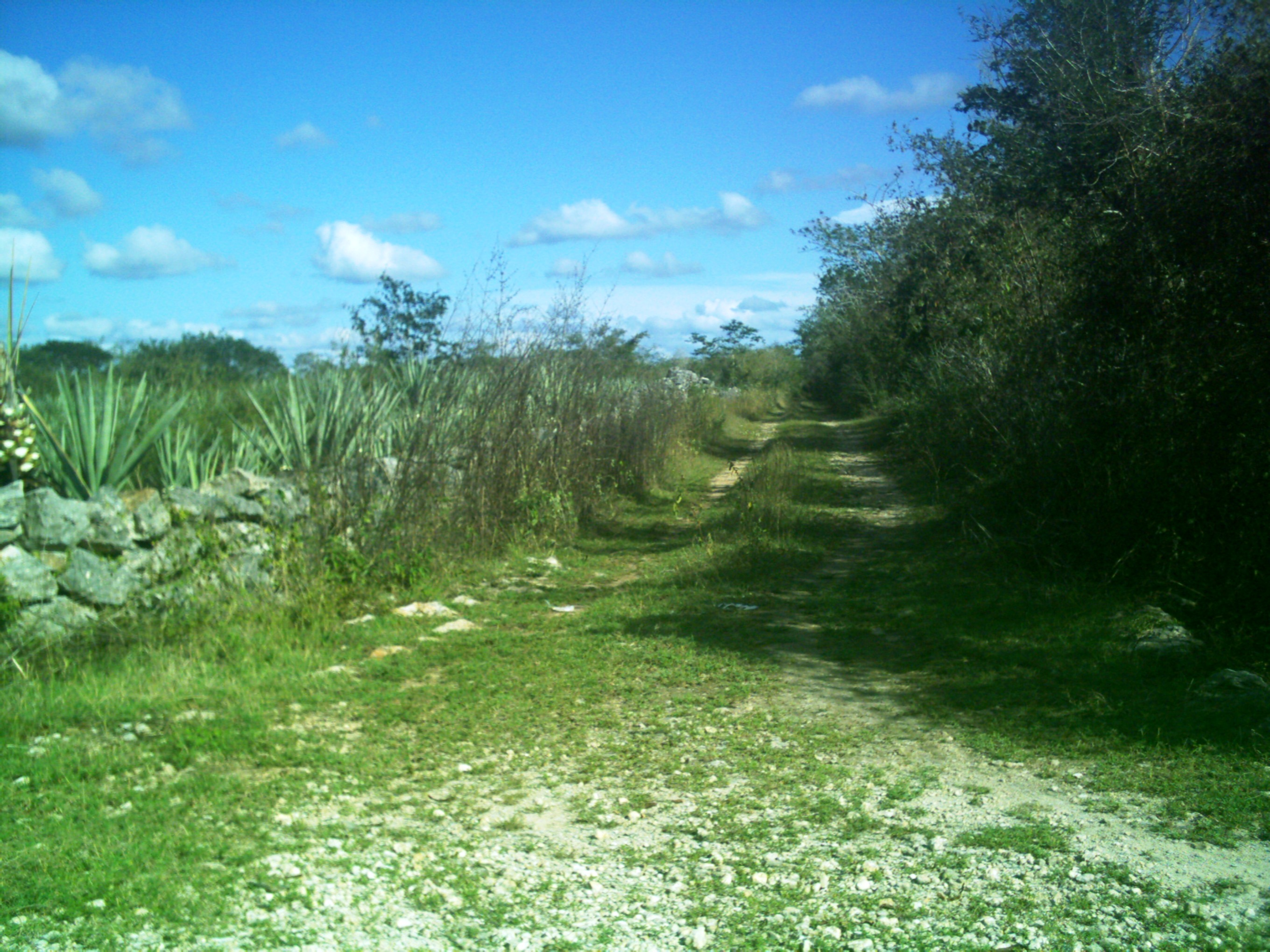
Camino a la hacienda Jesús María.